# Johann Reineri
Johann Reineri (* August 1636 in Kaimt; † 12. Mai 1699 ebenda) war ein deutscher Abgeordneter, Stadtschultheiß und Bürgermeister von Zell (Mosel).

## Leben
Johann Reineri war ein Sohn von Matthias Reineri, der lange Jahre Deputierter bei den kurtrierischen Landtagen für die Stadt Zell war und dessen Ehefrau Margaretha, geb. Hensel. Im Jahre 1667 wurde er von der Stadt Zell zum Bürgermeister gewählt. Von 1666 bis 1689 war er Mitglied des Stadtrats und von 1676 bis 1689 fungierte er als Stadtschreiber. Im Jahr 1667, von 1676 bis 1677 und von 1681 bis 1688 war er Vertreter des Amtes Zell der „Weltlichen Ständt“ bei den kurtrierischen Landtagen. Unter dem Amtmann Georg Reinhard von Breidbach-Bürresheim (1635–1710) war Johann Reineri von 1692 bis zu seinem Tod im Jahre 1699 Beamter und Amtsverwalter (Vizesatrap) des Amtes Zell. Noch als 63-Jähriger übte er das Amt des Stadtschultheißen von Zell aus.

## Familie
Johann Reineri war mit Anna Margaretha, Tochter des kurtrierischen Kellners Georg Adam Niesen (1610–1663) vermählt. Ihre Tochter Christina (* 2. Juni 1669) heiratete 1699 den Stadtbürgermeister von Zell Johann Wilhelm Berg (1670–1732).